# Allan Devanney
Allan Devanney (5 tháng 9 năm 1941 – 1992) là một cầu thủ bóng đá người Anh thi đấu ở vị trí tiền đạo.

## Sự nghiệp
Sinh ra ở Otley, Devanney thi đấu cho Bradford City và Guiseley.